# Sućidar
Sućidar – dzielnica Splitu, drugiego co do wielkości miasta Chorwacji. Leży na północny wschód od centrum miasta, ma 10 720 mieszkańców i 0,47 km² powierzchni.
Obszar dzielnicy Sućidar ograniczają:
- od północy i wschodu – ulica Velebitska,
- od południa – ulica Vukovarska,
- od zachodu – ulica Brune Bušicia.

Dzielnice sąsiadujące z dzielnicą Sućidar:
- od północy – Kman i Kocunar,
- od wschodu – Pujanke,
- od południa – Split 3,
- od zachodu – Plokite.